# Banco Central de Liberia
El Banco Central de Liberia (en inglés: Central Bank of Liberia) es el banco central de Liberia.

## Historia
Durante el período colonial, el dólar estadounidense estaba en circulación.
El 1 de enero de 1944, se introdujo el dólar liberiano, igual al dólar estadounidense. El banco central fue operado por el Banco de Monrovia, que pertenecía al First National City Bank de Nueva York. Los billetes y monedas se emitieron a través del banco. La emisión de monedas de Liberia fue realizada por el Departamento del Tesoro, no se emitieron billetes en dólares de Liberia.
En 1974, se estableció el Banco Nacional de Liberia, que comenzó a funcionar en julio de 1974 . En 1991, el Banco Nacional de Liberia comenzó a emitir billetes de banco.
El 18 de octubre de 1999, se estableció el Banco Central de Liberia, que comenzó a funcionar en 2000. El Banco Nacional de Liberia fue liquidado.

## Organización
El Banco es administrado por el Consejo de Administración, que consta de cuatro directores no ejecutivos y el presidente, el director ejecutivo. El presidente y su adjunto son nombrados por el presidente de la República para un periodo de cinco años.